# Großer schwarzer Eschenbastkäfer
Der Große schwarze Eschenbastkäfer (Hylesinus crenatus) ist ein Rüsselkäfer aus der Unterfamilie der Borkenkäfer (Scolytinae). Da er seine Brutsysteme in der Rinde der Wirtsbäume anlegt, wird er den Rindenbrütern zugerechnet.

## Merkmale
Die Käfer werden 3,6 bis sechs Millimeter lang und haben einen schwarzen, hinten schmäler werdenden Körper. Der Kopf ist von oben sichtbar, der Halsschild ist vorn ohne Zähne, jedoch mit kurzen Borstenhaaren bedeckt. Der Vorderrand ist gerade, nicht eingebuchtet. Der Basalrand der Flügeldecken ist mit Höckern aufgebogen und in der Mitte durch das Schildchen unterbrochen. Die gleichmäßig zum Ende hin abfallenden Flügeldecken sind mit kurzen Borstenhaaren bedeckt, mit tiefen Kerbstreifen versehen und an den Seiten gefurcht. Der Bauch steigt zum Ende hin auf. Die Vorderhüften liegen weit auseinander. Die Glieder der länglichen, spitzen, mit drei Nähten und langen Haaren bedeckten Fühlerkeule sind nicht getrennt, die Fühlergeißel ist siebengliedrig. Die Augen sind nicht nierenförmig. Fühler und Tarsen sind rot gefärbt.

## Verbreitung
Die Art ist in Europa verbreitet.

## Lebensweise
Hylesinus crenatus kommt an Gemeiner Esche (Fraxinus excelsior), seltener an Eichen (Quercus), Schwarznuss (Juglans nigra) und Gemeinem Flieder (Syringa vulgaris) vor. Er besiedelt die Rinde besonders der starken, dickborkigen Bäume.
Zur Eiablage werden zweiarmige Muttergänge (Quergänge) angelegt, bei denen ein Arm häufig kürzer als der andere ist. Die Länge kann bis vier Zentimeter und die Breite bis fünf Millimeter betragen. Die Larvengänge sind mit bis zu 30 Zentimetern sehr lang. Es gibt eine zweijährige Generation, die Larven schlüpfen also erst im Folgejahr. Flugzeit ist im April und Mai.

## Systematik

### Synonyme
Aus der Literatur sind für den Großen schwarzen Eschenbastkäfer folgende Synonyme bekannt:
- Hylesinus crenatus Fabricius, 1787
- Hylesinus prutenskyi Sokanovsky, 1959